# Championnat d'Écosse de football 2005-2006
Navigation
Édition précédente Édition suivante
La 109e édition du championnat d'Écosse de football est remportée par le Celtic Football Club. C’est son 42e titre de champion. Le Celtic l’emporte avec 17 points d’avance sur le Heart of Midlothian. Le Rangers FC complète le podium.
Le système de promotion/relégation reste en place : descente et montée automatique pour le dernier de première division et le premier de deuxième division : Livingston FC descend  en deuxième division. Il est remplacé pour la saison 2007-2008 par Saint Mirren.
Avec 32 buts marqués en 38 matchs,  Kris Boyd du Kilmarnock FC passé en cours de saison au Rangers Football Club remporte pour la première fois le titre de meilleur buteur du championnat.

## Les clubs de l'édition 2005-2006
| \| Aberdeen FC Glasgow · Celtic - Rangers Dundee United Édimbourg' · Hibernian - Hearts Motherwell FC Kilmarnock FC Dunfermline Athletic Livingston FC Inverness CT Falkirk FC \| Localisation des clubs engagés dans le championnat. |
| Aberdeen FC Glasgow · Celtic - Rangers Dundee United Édimbourg' · Hibernian - Hearts Motherwell FC Kilmarnock FC Dunfermline Athletic Livingston FC Inverness CT Falkirk FC                                                           |

| Club                                       | Ville       |
| ------------------------------------------ | ----------- |
| Aberdeen Football Club                     | Aberdeen    |
| Celtic Football Club                       | Glasgow     |
| Dundee United Football Club                | Dundee      |
| Dunfermline Athletic Football Club         | Dunfermline |
| Falkirk Football Club                      | Falkirk     |
| Heart of Midlothian Football Club          | Édimbourg   |
| Hibernian Football Club                    | Leith       |
| Inverness Caledonian Thistle Football Club | Inverness   |
| Kilmarnock Football Club                   | Kilmarnock  |
| Livingston Football Club                   | Livingston  |
| Motherwell Football Club                   | Motherwell  |
| Rangers Football Club                      | Glasgow     |

## Compétition

### Classement
Le classement est établi sur le barème de points classique (victoire à 3 points, match nul à 1, défaite à 0).
| Rang | Équipe                | Pts | J  | G  | N  | P  | Bp | Bc | Diff |
| ---- | --------------------- | --- | -- | -- | -- | -- | -- | -- | ---- |
| 1    | Celtic FC             | 91  | 38 | 28 | 7  | 3  | 93 | 37 | +56  |
| 2    | Heart of Midlothian C | 74  | 38 | 22 | 8  | 8  | 71 | 31 | +40  |
| 3    | Rangers FC T          | 73  | 38 | 21 | 10 | 7  | 67 | 37 | +30  |
| 4    | Hibernian FC          | 56  | 38 | 17 | 5  | 16 | 61 | 56 | +5   |
| 5    | Kilmarnock FC         | 55  | 38 | 15 | 10 | 13 | 63 | 64 | -1   |
| 6    | Aberdeen FC           | 54  | 38 | 13 | 15 | 10 | 46 | 40 | +6   |
| 7    | Inverness CT          | 58  | 38 | 15 | 10 | 13 | 51 | 38 | +13  |
| 8    | Motherwell FC         | 49  | 38 | 13 | 10 | 15 | 55 | 61 | -6   |
| 9    | Dundee United         | 33  | 38 | 7  | 12 | 19 | 41 | 66 | -25  |
| 10   | Falkirk FC            | 33  | 38 | 8  | 9  | 21 | 35 | 64 | -29  |
| 11   | Dunfermline Athletic  | 33  | 38 | 8  | 9  | 21 | 33 | 68 | -35  |
| 12   | Livingston FC         | 18  | 38 | 4  | 6  | 28 | 25 | 79 | -54  |

| Légende : Qualifications et relégations | Légende : Qualifications et relégations                                        |
| --------------------------------------- | ------------------------------------------------------------------------------ |
|                                         | Ligue des champions 2006-2007                                                  |
|                                         | Ligue des champions 2006-2007, deuxième tour qualificatif                      |
|                                         | Coupe UEFA 2006-2007                                                           |
|                                         | Coupe Intertoto 2006                                                           |
|                                         | Relégation en deuxième division                                                |
|                                         | T : Tenant du titre C : Vainqueurs de la Coupe d'Écosse de football P : Promus |

### Les matchs
Pendant les 22 premiers matchs chaque équipe rencontre toutes les autres une fois à domicile, une fois à l’extérieur.
Pendant les matchs de 22 à 33, chaque équipe joue une fois contre toutes les autres équipes soit à la maison soit à l’extérieur (les matchs sont tirés au sort).  Cela signifie que entre la première et la trente-troisième journée, chaque équipe aura joué 3 fois contre les autres équipe (soit 1 fois à la maison et deux fois à l’extérieur, soit 2 fois à la maison et 1 fois à l’extérieur).
Lors des matchs 34 à 38, le championnat est coupé en deux parties de 6 équipes. Les six premières se rencontrent entre elles une fois, soit à domicile soit à l’extérieur (à l’inverse des matches disputés entre la 22e et 33e journée). Les six dernières équipes font de même entre elles.

## Bilan de la saison
| Tableau d'honneur                |                     |
| Compétition                      | Vainqueur           |
| Championnat d'Écosse de football | Celtic FC           |
| Coupe d'Écosse de football       | Heart of Midlothian |

| Promotions et relégations |               |
| Promus                    | Saint Mirren  |
| Relégués                  | Livingston FC |

## Statistiques

### Affluences
Voici la liste des affluences moyennes obtenues dans les stades des différentes équipes disputant le championnat : 
| Equipe               | Moyenne de spectateurs |
| -------------------- | ---------------------- |
| Celtic FC            | 58149                  |
| Rangers FC           | 49245                  |
| Heart of Midlothian  | 16767                  |
| Hibernian FC         | 13816                  |
| Aberdeen FC          | 12727                  |
| Dundee United        | 8197                   |
| Kilmarnock FC        | 7070                   |
| Dunfermline Athletic | 6260                   |
| Motherwell FC        | 6250                   |
| Falkirk FC           | 5515                   |
| Inverness CT         | 5061                   |
| Livingston FC        | 4938                   |

### Meilleur buteur
| Joueur          | buts | équipe                        |
| --------------- | ---- | ----------------------------- |
| Kris Boyd       | 32   | Kilmarnock FC puis Rangers FC |
| John Hartson    | 18   | Celtic FC                     |
| Craig Dargo     | 16   | Inverness CT                  |
| Derek Riordan   | 16   | Hibernian FC                  |
| Rudi Skácel     | 16   | Heart of Midlothian           |
| Maciej Żurawski | 16   | Celtic FC                     |